# Kris Vervaet
Kris Vervaet is een Belgisch bedrijfsleider. Van 2018 tot 2023 was hij CEO van DPG Media België.

## Levensloop
Kris Vervaet studeerde af als burgerlijk ingenieur aan de Universiteit Gent. Hij volgde verschillende bijkomende managementprogramma's. Hij was van 2000 tot 2012 in verschillende functies bij telecombedrijf Belgacom werkzaam. Van 2012 werd hij commercieel directeur van energieleverancier EDF Luminus en in 2015 maakte hij de overstap naar het Franse moederbedrijf EDF. In september 2018 werd Vervaet directeur Publishing en Digitale Business Ontwikkeling van de Persgroep Publishing. In oktober dat jaar werd hij in opvolging van Peter Bossaert CEO van Medialaan en de Persgroep Publishing, oftewel DPG Media België. Sinds 2020 is hij tevens voorzitter van de raad van bestuur van videostreamingplatform Streamz.